# میلان جوریچ
میلان جوریچ (انگلیسی: Milan Đurić؛ زادهٔ ۲۲ مهٔ ۱۹۹۰) بازیکن فوتبال اهل بوسنی و هرزگوین است.
از باشگاه‌هایی که در آن بازی کرده‌است می‌توان به باشگاه فوتبال چزنا، باشگاه فوتبال کرمونزه، باشگاه فوتبال پارما، باشگاه فوتبال بریستول سیتی، باشگاه فوتبال آسکولی، باشگاه فوتبال تراپانی، باشگاه فوتبال کروتونه، و باشگاه فوتبال چیتادلا اشاره کرد.
وی همچنین در تیم‌های ملی فوتبال زیر ۲۱ سال و بزرگسالان بوسنی و هرزگوین بازی کرده‌است.